# Eremophila muelleriana
Eremophila muelleriana är en flenörtsväxtart som beskrevs av Charles Austin Gardner. Eremophila muelleriana ingår i släktet Eremophila och familjen flenörtsväxter. Inga underarter finns listade i Catalogue of Life.